# Abd al-Aziz bin Turki Al Sa'ud
ʿAbd al-ʿAzīz bin Turkī Āl Saʿūd (in arabo عبدالعزيز بن تركي بن طلال بن عبدالعزيز آل سعود‎?; Los Angeles, 6 dicembre 1986) è un principe, imprenditore e filantropo saudita, membro della famiglia reale Āl Saʿūd.

## Primi anni di vita e formazione
Il principe Abd al-Aziz è nato a Los Angeles il 6 dicembre 1986 ed è l'unico figlio maschio del principe Turki bin Talal Al Sa'ud
Dopo essersi laureato in finanza industriale all'Università del Petrolio e dei Minerali Re Fahd, ha conseguito un Master in business administration in management del petrolio e del gas presso il campus di Londra dell'Università di Coventry.

## Carriera

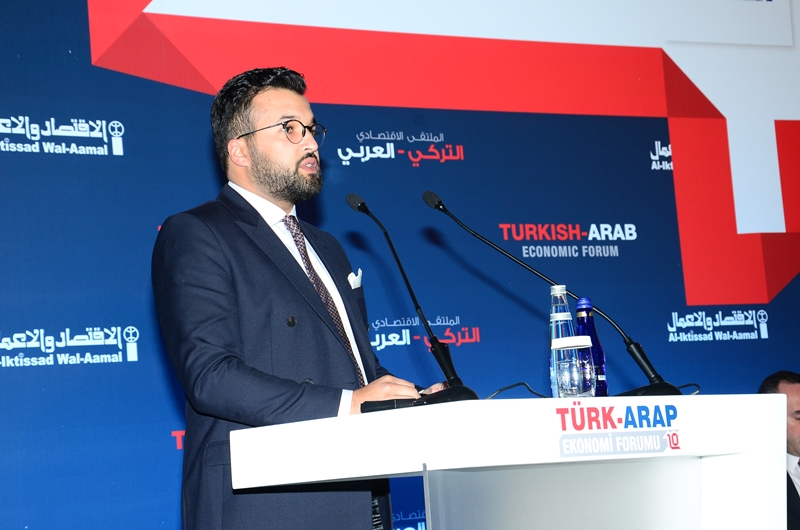
Il principe al Forum economico turco arabo.

Abd al-Aziz ha iniziato la sua carriera lavorativa presso la sede di Los Angeles di Citigroup. In seguito ha lavorato per una società di costruzioni in Cina che poi ha acquistato e portato in Arabia Saudita. Attualmente è presidente della Eleventh Holding Company, un'impresa con sede in Arabia Saudita e investimenti diversificati, e vice presidente di Smantah Group, un'impresa con sede a Riad. Il principe trascorre una parte considerevole del suo tempo in dibattiti e seminari su imprenditorialità e business internazionale con studenti universitari in Arabia Saudita, Regno Unito e Stati Uniti.
Nel 2015 presso la London School of Economics ha tenuto un discorso su "La crescita nel Golfo e l'imprenditorialità" a cui ha preso parte anche il prof. Cesar Peluso, suo docente universitario e prima persona a invitarlo a un convegno.

## Filantropia
Il 15 maggio 2015 con il supporto di uno dei suoi ex supervisori accademici, il prof. Cesar Augusto Peluso, ha offerto un aiuto finanziario per istituire un programma annuale di borse di studio per cinque studenti di master del campus londinese dell'Università di Coventry. Il lancio ufficiale del programma di borse di studio ha avuto luogo in un ricevimento formale nella Camera dei Comuni.